# Церква святого Юрія (Мшана)
Церква святого Юрія в Мшані — парафія і храм греко-католицької громади Зборівського деканату Тернопільсько-Зборівської архієпархії Української греко-католицької церкви в селі Мшана Тернопільського району Тернопільської области.

## Історія церкви
Інформація про життя парафії збереглася в метричних записах ще з 1777 року. Того ж року делегат Львівського єпископального крилосу, отець М. Шандурський, детально описав церкву. Згідно з його записами та написом над дверима храму, церкву святого Юрія було збудовано у 1741 році з соснового дерева на дубових підвалинах.
Будівництво храму відбувалося за ініціативи отця Кульматицького та парафіян, з дозволу і благословення греко-католицького митрополита Атанасія Шептицького. Освятив її Зборівський декан, отець Олександр Лінницький. У 1884 році парафіяни збудували дзвіницю.
У 1903 році розпочалося будівництво нової церкви. Цей проєкт благословив Галицький митрополит Андрей Шептицький, який у 1904 році відвідав село Мшана з візитацією та відслужив Святу Літургію. Того ж року стару церкву разом з іконостасом подарували сусідньому селу Жуківці, де вона стоїть і донині.
Новий храм у Мшані був завершений у 1906 році. Значну частину коштів на будівництво пожертвував Лущевський, зять графа Дзедушицького. На згадку про це його родинні герби прикрашають вівтар над дверима ризниці. Будівництвом керував архітектор-будівельник Ставарський. 26 червня 1923 року парафію відвідав генеральний вікарій Львівської архієпархії, отець А. Бачинський, який залишив пам'ятний напис на центральному Євангелії.
До 1946 року парафія і храм належали до Української греко-католицької церкви (УГКЦ). На початку 1990-х років вони знову повернулися до її лона.
На парафії діють спільноти Вівтарна дружина та «Матері в молитві». На її території розташована капличка Божої Матері, а також три хрести. Парафія також володіє проборством.

## Парохи
- о. Кульматицький,
- о. Олександр Маркевич (до 1946),
- о. В. Лехняк,
- о. Юрій Коватик,
- о. Василь Лущ,
- о. Євген Мушинський (з листопада 2010).